# Euglandina wani
Euglandina wani е вид хищно коремоного от семейство Spiraxidae.

## Разпространение
Видът е ендемичен за Никарагуа.